# Adolf Langer
Adolf Langer (Rejchartice (Duits: Reigersdorf) bij Šumperk, Moravië, 11 juni 1910 – Ostrava, 15 februari 1986) was een Tsjechisch componist, dirigent, muziekpedagoog en publicist. Hij gebruikt ook de pseudoniemen Dolfi Langer, Martin Trenk en Iwo Kawan.

## Levensloop
Langer werd geboren in een muzikal gezin, zijn vader was organist in de parochiekerk van het dorp. Op 10-jarige leeftijd werd hij lid van het harmonieorkest van het dorp. In 1929 beëindigde hij de lessen aan het muziekgymnasium te Šumperk. Van 1929 tot 1931 studeerde hij rechten aan de 
Karlovy univerzity te Praag. Eveneens studeerde hij klarinet en piano aan de Nemecké hudební akademii (Duitse Muziek Akademie) te Praag. Aansluitend deed hij privé studies in compositie bij Jaroslav Rídký. 
Hij leidde verschillende dans- en concertgroepen en -ensembles en gaf concerten in de hele toenmalige Tsjechoslowakije, naast de concertzalen ook in hotels zoals Hotel Alcron, Hotel Esplanade, Hotel Mánes, het Hotel Zemský dům in Brno, het Společenský dům te Zlíně enzovoort. Met deze ensembles heeft hij vele plaatopnames en opnames voor de omroep gemaakt.
Van 1954 tot 1956 deed hij nog privéstudies voor opera bij Jaroslav Rídký. Hij was ook een bepaalde tijd – in begin van de jaren 1960 – als journalist van het muzikaal magazine Melodie werkzaam.
Als componist schreef hij rond 60 werken, meestal dansen en marsen voor harmonieorkest.

## Composities

### Werken voor harmonieorkest
- 1933 Na houpacím koni
- 1937 K palbě, mars
- 1940 Zamilované klarinety (Verliefde klarinetten), concertpolka voor klarinetten en harmonieorkest
- 1947 Dědečkův zamilovaný, wals
- 1947 Lehké prsty, intermezzo
- 1947 Zvonečky lásky, foxtrot
- 1952 Klarinety v náladě (klarinetten met vrolijke bui), polka
- 1954 Pochod motoristů (Mars van de motorrijders)
- 1955 Brušperačka, mazurka
- 1955 Bujarý, wals
- 1956 Smím prosit, mazurka
- 1957 Povídavá polka, voor drie klarinetten en harmonieorkest
- 1958 Růže a slova, wals
- 1962 Variace na národní píseň
- 1965 Rozhněvaná polka
- 1967 Malá taneční suita – Mladí sólisté
- 1969 Malý koncertní, concertwals
- 1971 Jen klid, polka
- 1974 Con brio, wals
- 1976 Klarinetová polka, voor vier klarinetten en harmonieorkest
- 1976 Reminiscence
- 1977 Slovo má štěbenec, charleston voor Es-klarinet solo en harmonieorkest

## Publicaties als vertolker
- Blues für den kleinen Jungen (Blues pro malého chlapce)
- Ein verregneter Sonntag (Včera neděle byla)
- Löscht alle Lichter aus (Zhasněte lampióny)
- Melniker Polka (Mělnická)
- Oma, lehr mich Charleston (Babičko nauč mě charleston)
- PS-Charleston (Láska na kolech)
- Zwei blaue Luftballons (Dva modré balónky)